# Korol-olen
Korol-olen (russisk: Король-олень) er en sovjetisk spillefilm fra 1969 af Pavel Arsenov.

## Medvirkende
- Jurij Jakovlev som Deramo
- Valentina Maljavina som Angela
- Sergej Jurskij som Tartaglia
- Vladimir Sjlesinger som Pantalone
- Oleg Tabakov som Chigolotti